# Qionghai
Qionghai (chiń. 琼海; pinyin Qiónghǎi) – miasto o statusie podprefektury w południowych Chinach, w prowincji Hajnan. W 1999 roku liczba mieszkańców miasta wynosiła 442 780.